# Datong (stacja kolejowa)
Datong (chiń. 大同站; pinyin Dàtóng Zhàn) – stacja kolejowa w Datong, w prowincji Shanxi, w Chińskiej Republice Ludowej. Znajduje się linii Pekin – Baotou, Datong – Puzhou i Datong – Qinhuangdao.
Stacja została otwarta w 1914.